# Isidore Jullien
Christophe Isidore Jullien (Caudebec-lès-Elbeuf, 15 november 1773 - Aalter, 5 september 1841) was een Belgisch volksvertegenwoordiger en advocaat.

## Levensloop
Jullien behoorde tot de kleine ambtsadel van voor de Franse Revolutie, maar had zich met overtuiging aangesloten bij de revolutionairen. Hij werd in Brugge de secretaris van de Conseil de Préfecture van het Leiedepartement (1800-1816). Tegelijk behaalde hij in 1806 zijn doctoraat in de rechten in de École de Droit in Brussel.
Hij trouwde met Marie-Jeanne Van Neste (1768-1849), de brouwersdochter die getrouwd was met Jeon-Othon van Huele (1760-1794), de Brugse revolutionair die in Parijs tijdens de Terreur werd om het leven gebracht. Jullien had met haar verschillende kinderen, terwijl hij tevens de postume zoon van Jean-Othon, Jean-Fidèle van Huele (1794-1825), adopteerde.
Onder het Verenigd Koninkrijk der Nederlanden werd hij eerst pleitbezorger, vervolgens advocaat. Hij bleef advocaat tot aan zijn dood en was tijdens de laatste vier jaar van zijn leven stafhouder van de Brugse Balie.

## Belgisch koninkrijk
Toen de Belgische provincies zich afscheurden, werd Jullien door het Voorlopig Bewind aangesteld om, samen met Charles Herwyn en Felix de Mûelenaere de provincie te besturen in afwachting van de benoeming van een gouverneur. Dit verhoogde zijn bekendheid en hij werd door de Bruggelingen verkozen om ze te vertegenwoordigen in het Nationaal Congres. Hij wees dit echter van de hand omdat hij vond dat het beter was iemand naar de Constituante te sturen die geboren en getogen was in de stad. Het werd Paul Devaux.
Dit belette niet dat Jullien een invloedrijke rol speelde. Hij was bevriend met Louis de Potter en deelde hoogstwaarschijnlijk zijn republikeinse overtuiging.
In november 1830 werd hij tot gemeenteraadslid van Brugge verkozen en dit mandaat aanvaardde hij en bekleedde het tot aan zijn dood.
In 1833 werd hij verkozen tot volksvertegenwoordiger en dit bleef hij tot aan zijn ontslag in 1837. Zijn verkiezing werd - vruchteloos - tegengewerkt door koning Leopold I die hiervoor de medewerking vroeg van de bisschop van Brugge René Boussen.
In 1837 stelde hij zich kandidaat voor de provincieraad van West-Vlaanderen en werd verkozen. Deze verkiezing was oorzaak van een rel. Een brief werd publiek gemaakt die hij in 1799 had ondertekend, waarin hij bevel gaf tot de verbanning van een aantal geestelijken.

## Invloed
Jullien behoorde tot de invloedrijke personaliteiten van de stad. Zijn radicaal-liberale standpunten waren bekend, zoals ook zijn oratorisch talent.
In 1803 behoorde hij tot de stichters van de Brugse vrijmetselaarsloge La Réunion des Amis du Nord. Gedurende vele jaren was hij voorzitter van de Société Littéraire.
In 1829 behoorde hij tot de organisatoren van het Constitutioneel Banket dat de eerste uiting was in Brugge van oppositie tegenover Willem I en het Verenigd Koninkrijk.
In 1836 was hij medestichter en commissaris van de Société de Commerce de Bruges.
Naarmate de leeftijd vorderde verbleef hij steeds meer in Maria-Aalter op het vroegere Jezuïetengoed dat hij als 'nationaal goed' had aangekocht.